# Vallby distrikt, Uppland
Vallby distrikt är ett distrikt i Enköpings kommun och Uppsala län. 
Distriktet ligger sydväst om Enköping. 

## Tidigare administrativ tillhörighet
Distriktet inrättades 2016 och utgörs av socknen Vallby i Enköpings kommun.
Området motsvarar den omfattning Vallby församling hade vid årsskiftet 1999/2000.